# Namibiana latifrons
Espèce
Synonymes
- Glauconia latifrons Sternfeld, 1908
- Leptotyphlops latifrons (Sternfeld, 1908)

Namibiana latifrons est une espèce de serpents de la famille des Leptotyphlopidae.

## Répartition
Cette espèce est endémique d'Angola.	

## Publication originale
- Sternfeld, 1908 : Neue und ungenügend bekannte afrikanische Schlangen. Sitzungsberichte der Gesellschaft Naturforschender Freunde zu Berlin, vol. 4, p. 92-95 (texte intégral).